# 第44回日本クラブユースサッカー選手権 (U-18)大会
第44回日本クラブユースサッカー選手権 (U-18)大会（だい44かい にほんクラブユースサッカーせんしゅけんアンダー18たいかい）は、2020年12月25日から30日までの間、群馬県で開催された日本クラブユースサッカー選手権 (U-18)大会の2020年度の大会。

## 概要
例年本大会は7月下旬に開催されるが、新型コロナウィルス感染症 (COVID-19) の影響によりU-15大会及び女子U-18大会と共に開催延期が発表され、その後12月末の開催が決定した。
この結果、第99回全国高等学校サッカー選手権大会、さらに女子の第29回全日本高等学校女子サッカー選手権大会・JFA 第24回全日本U-18 女子サッカー選手権大会 JOC ジュニアオリンピックカップ・XF CUP 2020 第2回 日本クラブユース女子サッカー大会（U-18）と合わせて高校年代の全国大会が年末年始に集中して開催されることになった。
試合方式は、例年の「グループリーグ＋決勝トーナメント」ではなく、出場全32クラブが1回戦からトーナメントを戦う方式となった。また、会場についても、例年味の素フィールド西が丘（東京都北区）で開催している準決勝・決勝を群馬県立敷島公園サッカー・ラグビー場で開催することとなり、全ての試合が群馬県内での開催に集約されることになった。

## 会場
- 前橋総合運動公園群馬電工陸上競技・サッカー場（前橋市）
- コーエィ前橋フットボールセンターA/B/C/D（前橋市）
- NTT図南グラウンド（前橋市）
- 前橋市宮城総合運動場陸上競技場（前橋市）
- 群馬県立敷島公園サッカー・ラグビー場（前橋市）
- 伊勢崎市華蔵寺公園陸上競技場（伊勢崎市）

## 日程・結果
出典：

### 1回戦
浦和レッズユースが直前で出場を辞退したことから、マッチナンバー13は行われず、対戦相手のブラウブリッツ秋田U-18が2回戦に進出する。
| 1 2020年12月25日 | FC東京U-18                      | 2 - 1    | 名古屋グランパスU-18 | 前橋総合運動公園群馬電工陸上競技・サッカー場 |  |
| 10:00            | 石井玲於奈 27分 · 梅原翔琉 55分 | 公式記録 | 吉田温紀 19分        | 観客数: 30人 主審: 杉野杏紗                  |  |

| 2 2020年12月25日 | V・ファーレン長崎U-18                             | 4 - 0    | センアーノ神戸ユース | コーエィ前橋フットボールセンターD |  |
| 10:00            | 斎藤遼太 20分, 59分 · 藤本翔 64分 · 安部大晴 76分 | 公式記録 |                      | 観客数: 30人 主審: 斎藤雅也       |  |

| 3 2020年12月25日 | アスルクラロ沼津U18 | 1 - 1 (4 - 5 PK戦) | カマタマーレ讃岐U-18 | 伊勢崎市華蔵寺公園陸上競技場 |  |
| 10:00            | 川村悠祐 1分        | 公式記録           | 逢坂利都生 50分      | 観客数: 30人 主審: 小松祐也  |  |
|                  |                     | PK戦               |                      |                              |  |
|                  |                     |                    |                      |                              |  |

| 4 2020年12月25日 | カターレ富山U-18 | 0 - 2    | サンフレッチェ広島F.Cユース   | コーエィ前橋フットボールセンターA |  |
| 10:00            |                  | 公式記録 | 城水晃太 22分 · 菅野翔斗 77分 | 観客数: 30人 主審: 光田智乙       |  |

| 5 2020年12月25日 | 京都サンガF.C. U-18 | 0 - 0 (8 - 9 PK戦) | 大宮アルディージャU18 | NTT図南グラウンド       |  |
| 10:00            |                     | 公式記録           |                       | 観客数: 30人 主審: 表慶 |  |
|                  |                     | PK戦               |                       |                         |  |
|                  |                     |                    |                       |                         |  |

| 6 2020年12月25日 | 栃木SC U-18   | 1 - 0    | ベガルタ仙台ユース | コーエィ前橋フットボールセンターC |  |
| 10:00            | 吉野陽翔 37分 | 公式記録 |                    | 観客数: 30人 主審: 仙波諒平       |  |

| 7 2020年12月25日 | 大分トリニータU-18 | 0 - 0 (14 - 13 PK戦) | 松本山雅FC U-18 | 前橋市宮城総合運動場陸上競技場 |  |
| 10:00            |                    | 公式記録             |                 | 観客数: 30人 主審: 山崎智貴    |  |
|                  |                    | PK戦                 |                 |                                |  |
|                  |                    |                      |                 |                                |  |

| 8 2020年12月25日 | モンテディオ山形ユース | 1 - 1 (1 - 3 PK戦) | 横浜F・マリノスユース | コーエィ前橋フットボールセンターB |  |
| 10:00            | 情野依吹 17分          | 公式記録           | 中村翼 15分           | 観客数: 30人 主審: 榎波亮介       |  |
|                  |                        | PK戦               |                       |                                   |  |
|                  |                        |                    |                       |                                   |  |

| 9 2020年12月25日 | サガン鳥栖U-18                  | 2 - 0    | ヴァンフォーレ甲府U-18 | 前橋総合運動公園群馬電工陸上競技・サッカー場 |  |
| 13:00            | 相良竜之介 38分 · 安藤寿岐 73分 | 公式記録 |                        | 観客数: 30人 主審: 大藤翔平                  |  |

| 10 2020年12月25日 | ジェフユナイテッド千葉U-18 | 1 - 1 (17 - 16 PK戦) | エストレラ姫路FC U-18 | コーエィ前橋フットボールセンターD |  |
| 13:00             | 井上凱斗 66分              | 公式記録             | 田渕聖士 48分         | 観客数: 30人 主審: 榎波俊太       |  |
|                   |                            | PK戦                 |                       |                                   |  |
|                   |                            |                      |                       |                                   |  |

| 11 2020年12月25日 | 三菱養和SCユース                                | 3 - 0    | アルビレックス新潟U-18 | 伊勢崎市華蔵寺公園陸上競技場  |  |
| 13:00             | 篠原將浩 57分 · 仲野隼斗 64分 · 武田童男 80+2分 | 公式記録 |                        | 観客数: 50人 主審: 新開悠太郎 |  |

| 12 2020年12月25日 | ロアッソ熊本ユース | 0 - 1    | 横浜FCユース | コーエィ前橋フットボールセンターA |  |
| 13:00             | 山崎太新 29分      | 公式記録 |              | 観客数: 30人 主審: 相馬寿哉       |  |

| 13 2020年12月25日 | 浦和レッズユース | 中止 | ブラウブリッツ秋田U-18 | NTT図南グラウンド |  |
| 13:00             |                  |      |                        |                   |  |

| 14 2020年12月25日 | ガイナーレ鳥取U-18 | 0 - 3    | 東京ヴェルディユース                              | コーエィ前橋フットボールセンターC |  |
| 13:00             |                    | 公式記録 | 橋本陸斗 28分 · 根本鼓太郎 65分 · 権田陽大 80+2分 | 観客数: 30人 主審: 伴野弘大       |  |

| 15 2020年12月25日 | 北海道コンサドーレ札幌U-18                                      | 5 - 0    | FC大阪U-18 | 前橋市宮城総合運動場陸上競技場 |  |
| 13:00             | 佐藤陽成 13分, 56分 · 成瀬護 16分 · 木戸柊摩 68分 · 瀧澤暖 79分 | 公式記録 |            | 観客数: 30人 主審: 関口雄飛    |  |

| 16 2020年12月25日 | 鹿島アントラーズユース          | 2 - 1    | 清水エスパルスユース | コーエィ前橋フットボールセンターB |  |
| 13:00             | 舟崎歩武 66分 · 国府田宗士 68分 | 公式記録 | 金子星太 29分        | 観客数: 30人 主審: 土岩健         |  |

### 2回戦
| 17 2020年12月26日 | FC東京U-18 | 0 - 0 (4 - 2 PK戦) | V・ファーレン長崎U-18 | コーエィ前橋フットボールセンターA |  |
| 10:00             |            | 公式記録           |                       | 観客数: 30人 主審: 渡邉駿         |  |
|                   |            | PK戦               |                       |                                   |  |
|                   |            |                    |                       |                                   |  |

| 18 2020年12月26日 | カマタマーレ讃岐U-18 | 0 - 2    | サンフレッチェ広島F.Cユース   | コーエィ前橋フットボールセンターC |  |
| 10:00             |                      | 公式記録 | 森夲空斗 29分 · 菅野翔斗 57分 | 観客数: 30人 主審: 水野智也       |  |

| 19 2020年12月26日 | 大宮アルディージャU18 | 0 - 0 (5 - 3 PK戦) | 栃木SC U-18 | コーエィ前橋フットボールセンターB |  |
| 10:00             |                       | 公式記録           |             | 観客数: 30人 主審: 大穂祐太       |  |
|                   |                       | PK戦               |             |                                   |  |
|                   |                       |                    |             |                                   |  |

| 20 2020年12月26日 | 大分トリニータU-18 | 0 - 3    | 横浜F・マリノスユース                       | コーエィ前橋フットボールセンターD |  |
| 10:00             |                    | 公式記録 | 内海碧斗 12分 · 中村翼 15分 · 星野創輝 68分 | 観客数: 30人 主審: 堀悠雅         |  |

| 21 2020年12月26日 | サガン鳥栖U-18                | 2 - 0    | ジェフユナイテッド千葉U-18 | コーエィ前橋フットボールセンターA |  |
| 13:00             | 兒玉澪王斗 70分 · 田中禅 77分 | 公式記録 |                            | 観客数: 30人 主審: 中村翔太       |  |

| 22 2020年12月26日 | 三菱養和SCユース  | 2 - 4    | 横浜FCユース                                                  | コーエィ前橋フットボールセンターC |  |
| 13:00             | 洪怜鎭 30分, 78分 | 公式記録 | 清水悠斗 6分 · 中川敦瑛 9分 · 佐々木柊真 34分 · 山崎太新 51分 | 観客数: 30人 主審: 佐藤浩太       |  |

| 23 2020年12月26日 | ブラウブリッツ秋田U-18 | 1 - 1 (4 - 5 PK戦) | 東京ヴェルディユース | コーエィ前橋フットボールセンターB |  |
| 13:00             | 75分 (OG)              | 公式記録           | 権田陽大 16分        | 観客数: 30人 主審: 中村秀人       |  |
|                   |                        | PK戦               |                      |                                   |  |
|                   |                        |                    |                      |                                   |  |

| 24 2020年12月26日 | 北海道コンサドーレ札幌U-18 | 0 - 1    | 鹿島アントラーズユース | コーエィ前橋フットボールセンターD |  |
| 13:00             |                            | 公式記録 | 沖田空 21分            | 観客数: 30人 主審: 吉田純平       |  |

### 準々決勝
| 25 2020年12月27日 | FC東京U-18    | 1 - 0    | サンフレッチェ広島F.Cユース | コーエィ前橋フットボールセンターB |  |
| 10:00             | 角昂志郎 58分 | 公式記録 |                             | 観客数: 30人 主審: 表慶           |  |

| 26 2020年12月27日 | 大宮アルディージャU18         | 2 - 0    | 横浜F・マリノスユース | コーエィ前橋フットボールセンターC |  |
| 10:00             | 福井啓太 54分 · 相澤亮太 77分 | 公式記録 |                       | 観客数: 30人 主審: 大藤翔平       |  |

| 27 2020年12月27日 | サガン鳥栖U-18  | 1 - 1 (4 - 2 PK戦) | 横浜FCユース  | コーエィ前橋フットボールセンターD |  |
| 10:00             | 兒玉澪王斗 19分 | 公式記録           | 中川敦瑛 61分 | 観客数: 30人 主審: 関口雄飛       |  |
|                   |                 | PK戦               |               |                                   |  |
|                   |                 |                    |               |                                   |  |

| 28 2020年12月27日 | 東京ヴェルディユース | 0 - 1    | 鹿島アントラーズユース | コーエィ前橋フットボールセンターA |  |
| 10:00             |                      | 公式記録 | 国府田宗士 9分         | 観客数: 30人 主審: 光田智乙       |  |

### 準決勝
| 29 2020年12月29日 | FC東京U-18 | 0 - 0 (4 - 3 PK戦) | 大宮アルディージャU18 | 敷島公園サッカー・ラグビー場 |  |
| 10:00             |            | 公式記録           |                       | 観客数: 200人 主審: 原田雅士 |  |
|                   |            | PK戦               |                       |                              |  |
|                   |            |                    |                       |                              |  |

| 30 2020年12月29日 | サガン鳥栖U-18                | 2 - 1    | 鹿島アントラーズユース | 敷島公園サッカー・ラグビー場 |  |
| 13:00             | 二田理央 84分 · 田中禅 90+3分 | 公式記録 | 石津快 68分            | 観客数: 200人 主審: 大橋侑祐 |  |

### 決勝
| 31 2020年12月30日 | FC東京U-18                 | 2 - 3    | サガン鳥栖U-18                              | 敷島公園サッカー・ラグビー場 |  |
| 11:00             | 谷村峻 2分 · 小林慶太 81分 | 公式記録 | 中野伸哉 11分 · 石原央羅 73分 · 田中禅 90分 | 観客数: 200人 主審: 酒井達矢 |  |

## 表彰
| タイトル | 選手          | 所属クラブ     |
| -------- | ------------- | -------------- |
| MVP      | 永田倖大      | サガン鳥栖U-18 |
| MIP      | 常盤亨太      | FC東京U-18     |
| 得点王   | 田中禅（3点） | サガン鳥栖U-18 |